# Protreptico (Aristotele)
Il Protreptico (in greco antico: Προτρεπτικός?, Protreptikòs), o Esortazione alla filosofia, opera che non è giunta a noi ma che conosciamo dalle numerose citazioni contenute nell'opera di eguale titolo di Giamblico, dedicato a Temisone, re di una città di Cipro, dovette essere scritto da Aristotele intorno al 350 a.C.

## Struttura e temi
Il Protreptico è un'esortazione alla filosofia, essendo questa il più grande dei beni, dal momento che ha per scopo se stessa, mentre le altre scienze hanno per fine qualcosa di diverso da sé. Aristotele individua nell'essere umano la divisione fra anima e corpo: 
«una parte di noi è l'anima e una parte è il corpo, l'una comanda e l'altra è comandata, l'una si serve dell'altra e l'altra sottostà come uno strumento […] Nell'anima ciò che comanda e giudica per noi è la ragione, mentre il resto ubbidisce e per natura è comandato […] dunque l'anima è migliore del corpo, essendo più adatta al comando, e di questa è migliore la parte che possiede ragione e pensiero»,
 una divisione non vista come opposizione, come nell'Eudemo, ma come collaborazione: il corpo è lo strumento dell'agire dell'anima, della parte razionale dell'anima.
«Delle cose che sono generate, alcune sono generate dall'intelligenza e dall'arte, per esempio, la casa e la nave; altre sono generate non per arte ma per natura: degli esseri viventi e delle piante, infatti, la causa è la natura e per natura sono generate tutte le cose di tal specie; altre però sono generate anche per caso, e sono tutte quelle non generate né per arte, né per natura, né da necessità, e tutte queste cose, molto numerose, noi diciamo che sono generate per caso».
Non vi è finalità nel caso ma vi è nell'arte e nella natura: la natura è l'ordine tendente a un fine, e il fine dell'uomo è la conoscenza.

La filosofia è sia buona che utile, ma la bontà va privilegiata rispetto all'utilità: 
«alcune cose, senza le quali è impossibile vivere, le amiamo in vista di qualcosa di diverso da esse: e queste bisogna chiamarle necessarie e cause concomitanti; altre invece le amiamo per se stesse, anche se non ne consegua nulla di diverso, e queste dobbiamo chiamarle propriamente beni […] Sarebbe quindi del tutto ridicolo cercare di ogni cosa un'utilità diversa dalla cosa stessa, e domandare: "Che cosa ci è giovevole? Che cosa ci è utile?". Colui che ponesse queste domande non assomiglierebbe in nulla a uno che conosce ciò che è bello e buono né a uno che sappia riconoscere che cosa è causa e che cosa è concomitante».
 È una polemica, questa, contro le posizioni di Isocrate che, nel suo Antidosis, scritto contro l'Aristotele del Grillo, attaccava una conoscenza che fosse priva di utilità pratica.
Inoltre quest'opera, essendo certamente datata, è fondamentale per gli studi storiografici in quanto ci consente di creare un abbozzo cronologico di alcuni libri della Metafisica in base alla presenza (o meno) in essi di temi già trattati nel Protreptico.
Del resto, che fare filosofia sia per Aristotele comunque necessario lo dimostra il fatto che «chi pensa sia necessario filosofare, deve filosofare e chi pensa che non si debba filosofare, deve filosofare per dimostrare che non si deve filosofare; dunque si deve filosofare in ogni caso o andarsene di qui, dando l'addio alla vita, poiché tutte le altre cose sembrano essere solo chiacchiere e vaniloquio».
La lettura del Protreptico, quindi, nonostante la sua frammentarietà, rivela un'opera di transizione, ricca di riferimenti al maestro Platone e, nello stesso tempo, anticipatrice delle dottrine dell'ultimo Aristotele, soprattutto della grande Etica Nicomachea.